# 拉季察-克雷洛夫卡
拉季察-克雷洛夫卡（羅馬化：Raditsa-Krylovka）是俄罗斯布良斯克州的市级镇，属州辖市布良斯克市，位于杰斯纳河流域内拉季察河（Радица）畔，南邻州府布良斯克。
该地2021年人口有3,269人；2010年人口3,526；2002年人口3,513；1989年人口3,818。